# Teoria biospołeczna
Teoria biospołeczna – teoria tłumacząca etiologię zaburzenia osobowości z pogranicza (borderline; BPD). Według jej założeń, osobowość z pogranicza jest przede wszystkim dysfunkcją systemu regulacji emocji; wynikającej z czynników biologicznych połączonych pewnymi dysfunkcjami środowiska. Wrażliwość emocjonalna pacjentów cierpiących na borderline wynika z ich biologicznych predyspozycji. Osoby te urodziły się jako bardziej wrażliwe na bodźce emocjonalne, potrafiące wykryć subtelne informacje emocjonalne w środowisku, których inni nie zauważają; doświadczające emocji dużo częściej niż inni. Emocje te pojawiają się nagle i są długotrwałe. Impulsywność osób z BPD ma również biologiczną podstawę – jest im trudno powstrzymać impulsywne zachowanie, nie potrafią kontrolować zachowań związanych z ich nastrojem, trudno im zachować się efektywnie. Wszelkie inne cechy charakterystyczne dla BPD mają charakter wtórny i są następstwem dysregulacji emocji.
Środowisko w jakim wychowywała się osoba z BPD przyczynia się do rozwoju dysregulacji emocji – unieważnianie przez rodziców czy grupę rówieśniczą, a szczególnie skrajny przejaw unieważniania jakim jest przemoc – zarówno fizyczna jak i psychiczna, a nawet wykorzystywanie seksualne – prowadzi do sytuacji, w której dziecko nie umie nazywać swoich emocji i ufać swoim reakcjom emocjonalnym.
Jako osoby dorosłe osoby z BPD przyjmują cechy swojego unieważniającego środowiska – unieważniają własne przeżycia emocjonalne i poszukują odzwierciedlenia u innych, przeceniają łatwość rozwiązywania problemów życiowych. To z kolei prowadzi do stawiania sobie nierealistycznych celów, nieadekwatnego używania kar zamiast nagród, nienawiści do siebie przy porażce, silnej postawy krytycznej wobec własnej osoby.
Teorię biospołeczną wykorzystuje w swojej praktyce terapia dialektyczno behawioralna (DBT), której zasady opracowane zostały przez amerykańską psycholog i terapeutkę Marshę M. Linehan. W Polsce od grudnia 2016 działa Polskie Towarzystwo Terapii Dialektyczno Behawioralnej, którego celem jest pomoc osobom cierpiącym na zaburzenie osobowości z pogranicza przy wykorzystaniu protokołu DBT.

## Linki Zewnętrzne
- Polskie Towarzystwo Terapii Dialektyczno Behawioralnej
- "Skąd się bierze borderline: Teoria Biospołeczna" (artykuł)